# Эль Хули
Эль Хули (исп. El Juli, настоящее имя Хулиан Лопес Эскобар, исп. Julián López Escobar; 3 октября 1982, Мадрид, Испания) — испанский матадор, один из самых известных тореро конца XX века, самый высокооплачиваемый в мире на данный момент и в истории.
Родился в семье матадора, интерес к корриде проявил с раннего детства, а своего первого быка, пусть и небольшого и молодого, убил в возрасте 9 лет. После этого родители зачислили его в Академию корриды в Мадриде, где он учился на протяжении 4 лет. Затем он был вынужден уехать в Мексику, чтобы выступать на арене там, поскольку по ныне действующим испанским законам профессиональным тореадором в этой стране может быть лишь достигший 16-летнего возраста. Свою первую победу в Мексике он одержал 16 марта 1997 года, не достигнув ещё и 15 лет. Спустя год, 18 сентября 1998 года, он одержал громкую победу в Ниме, Франция и после этого стал самым молодым профессиональным тореадором в истории, несмотря на то, что ещё не достиг 16-летия, причём ему был сразу присвоен ранг старшего, а не младшего тореадора.
В 1999 году он участвовал в 134 состязаниях во Франции, Испании и странах Латинской Америки, причём в трёх из них сражался один против сразу шести быков. Его храбрость и применяемые им подчас необычные приёмы, особенно высокое мастерство в применении пики и палок-бандерилий, сделали его фигуру чрезвычайно популярной в странах, где разрешена коррида. Фирменным атрибутом его выступления является кручение мулеты спиралью. В 2000 году, не достигнув возраста 18 лет, он стал самым высокооплачиваемым тореадором в истории корриды.
Женился 20 октября 2007 года; в сентябре 2011 года стал отцом близнецов. Несколько раз был серьёзно ранен; наиболее тяжёлым было ранение в 2010 году..